# Inclusa

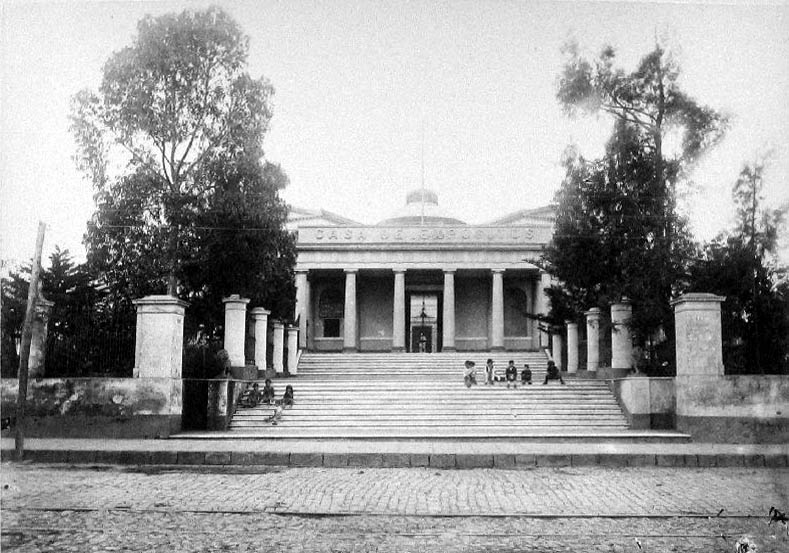
Antigua casa de Expósitos, hoy Hospital General de Niños Pedro de Elizalde, en Argentina.

Las inclusas,  o también llamadas casas de expósitos o casas-cuna, eran establecimientos de beneficencia en que se acogía, albergaba y criaba a los niños expósitos abandonados en las puertas de este tipo de instituciones o repudiados por sus progenitores, con el objeto de salvar la vida de estos niños y disminuir el impacto del infanticidio debido a la pobreza u otras causas. A este tipo de asilos llegaban niños abandonados en las calles de las ciudades o en las mismas puertas de la inclusa de forma anónima, pero también se daban casos en los que los progenitores no podían cuidar a sus hijos y los dejaban al cuidado del asilo durante un tiempo; o incluso casos de recién nacidos cuyas madres estuvieran ingresadas en un hospicio y estos se quedaban en las inclusas hasta que sus madres fueran dadas de alta o murieran y fueran reclamados por un familiar.
El primero de estos asilos de los que se tiene constancia es el de Milán en el año 787, seguido de otros como los de Trèveris o Montpelier; fundados sobre todo a través de organizaciones eclesiásticas. A medida que se fueron extendiendo, sobre todo en las grandes ciudades, se dedicaron a garantizar la alimentación de los lactantes y a la alimentación y educación de los niños que sobrevivían; a los que se les enseñaba un oficio y finalmente se los abandonaba a su suerte por lo general a los ocho años de edad.
La etimología del término proviene del nombre de una imagen de la Virgen: Nuestra Señora de la Inclusa, que presidía la casa de expósitos de Madrid, y que se trajo en el siglo XVI de la isla holandesa de Sluys (que en idioma flamenco significa esclusa).

## Funcionamiento

### Recepción de los expósitos
Para el abandono de los niños de forma anónima, los establecimientos disponían de pequeños tornos giratorios con apertura a la calle. Había una persona destinada para recibir los expósitos, que no debía moverse de la pieza inmediata al torno y acudía prontamente al sonido de la campanilla u otra señal para recoger la criatura. La persona encargada de la recepción en el torno anotaba la hora en que se recibía y seguidamente lo llevaba a la pieza destinada para los bautizos. Después de limpiarlo y envolverlo, lo colocaba en la cuna que le correspondiera. Los expósitos recibían cada uno un collar identificativo en el que se indicaba el año de la entrada del expósito y otra en la parte inferior que designa el folio de su partida en esta forma.
Para preservar la intimidad de los padres, ningún dependiente del establecimiento podía hacer pregunta ni demanda alguna bajo ningún pretexto a los que llevaran los expósitos: si alguno manifestaba querer decir alguna cosa reservada con respecto a la criatura entregada, se le dirigía al director del establecimiento. También se recibía la ropa o dinero que se quisiera entregar libremente para el niño, cumpliéndose la voluntad de quien lo dejó. Era habitual encontrar una nota junto al bebé abandonado, en la que se solía apuntar si estaba bautizado, y el nombre que se le había puesto.

### Amas de leche
Las inclusas disponían de algunas amas de leche para dar de lactar a los expósitos, a las cuales se les pagaba su trabajo en parte con dinero y en parte con su manutención.  Las amas también contribuían a las labores de la inclusa barriendo, limpiando y aseando las dependencias y encargándose del lavado de la ropa de los niños. En ocasiones también se aceptaban a las madres de los niños ilegítimos que acogían, siempre que estas pudieran amamantar a uno o más bebés a parte del suyo propio. Se procuraba siempre tener el menor número de amas posible dentro del establecimiento, para lo que adoptaba el medio de pagar a familias de los pueblos limítrofes a la ciudad para que tuvieran a cargo algunos de los niños abandonados. En estos casos se recurría a veces al empleo de personas que se dedicaban a revisar que las condiciones de la adopción fueran saludables, o que las criaturas siguieran con vida para seguir pagando el salario ya que en algunos casos se ocultaba la muerte de estos para no dejar de recibir la paga.

### Enfermería
Había una pieza destinado para la enfermería de los niños donde pasaban todos los que disponían los facultativos. Para el buen orden y arreglo interior de esta sala, se llevaba un libro donde al tiempo de pasar la visita los facultativos; sentaba las dietas, recetas, medicinas y orden administrativo y daba cuenta a los mismos de los efectos que hubieran producido los remedios y las novedades que ha observado en la criaturas. Además del referido libro, había otro donde sentaba las entradas, salidas, muertos, enfermedades de que habían fallecido y hora en que murieron, dando parte de todo inmediatamente a la Dirección para hacer los correspondientes asientos. A fin de evitar todo motivo de contagio, la ropa de los niños enfermos podía lavarse fuera del establecimiento y se tenía separada del resto.

### Ropería, cocina y despensa

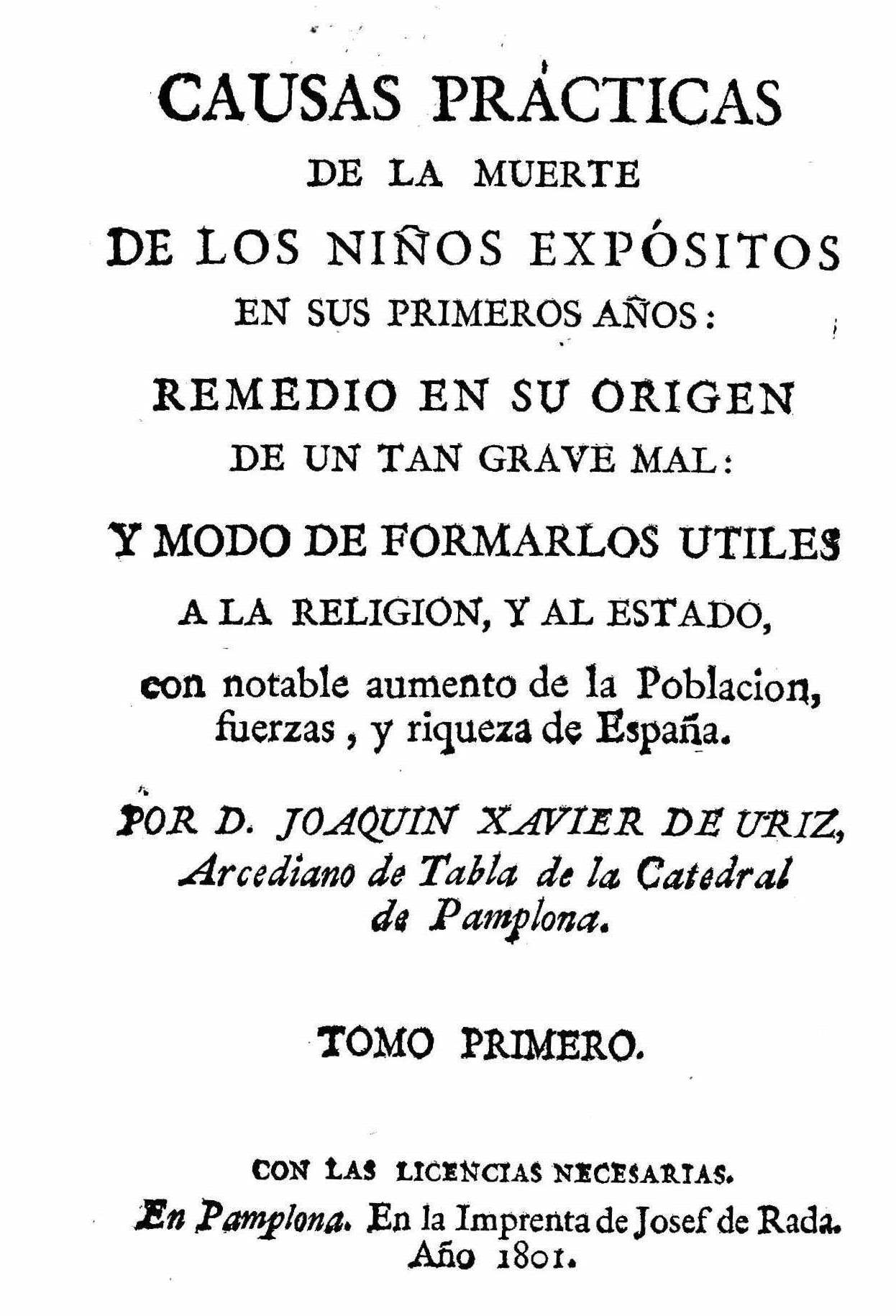
Tratado sobre las causas de muerte de los expósitos y trazado de un plan para formarlos en un oficio, de Joaquín Javier de Úriz, Pamplona, 1801

Además, entre los servicios esenciales de las inclusas cabe destacar el de ropería, cocina y despensa. En la ropería se llevaba control de todas las ropas del establecimiento, tanto de vestir como de camas y mesa, las que se le entregaban por inventario. Para el buen gobierno de este ramo se llevaba un libro donde se anotaban las clases y calidad de las ropas, las que se adquirían por donación u otro concepto, así como las que se hubieran perdido o hecho inservibles. La encargada de la ropería entregaba a las lavanderas la ropa sucia y la recogía una vez lavada. Del mismo modo, entregaba la ropa sucia de la enfermería a la lavandera y tenía cuidado de recogerla especificando las piezas y precios para que el director dispusiera su pago.

### Destino de los expósitos
Hasta el siglo XIX la esperanza de vida de los niños expósitos era extremadamente baja debido a numerosas enfermedades y al escaso éxito de la alimentación artificial, y a partir del siglo XVIII se empezaron a realizar estadísticas más exhaustivas sobre la situación sanitaria y la mortalidad en este tipo de instituciones, lo que fue motivo de horror por parte de la sociedad. Ya en el siglo XV en Florencia la mortalidad entre los expósitos se encontraba entre el 12% y el 60%, y Joan Sherwood reveló que en la Inclusa de Madrid en el siglo XVIII los índices de mortalidad se situaban según el año entre el 53% y el 87%. Los recuentos realizados en las inclusas de Londres a principios del siglo XVIII revelan que hasta un 65% de los niños morían antes de los 5 años de edad. Los índices de mortalidad se fueron reduciendo durante el siglo XIX debido tanto a los avances médicos como la vacuna de la viruela; como al aumento de las donaciones caritativas o a las medidas higiénicas como la ventilación, la mejora de la dieta o el baño de los bebés.
A las criaturas que sobrevivían se les acostumbraba a enseñar un oficio, tanto a los niños como a las niñas. Por ejemplo, en la Inclusa de Madrid, las niñas que llegaban a cierta edad pasaban al Colegio de la Paz dónde se les enseñaba costura o labores del hogar; y del dinero que el colegio recaudaba durante su formación un tercio era reservado para su dote si se llegaba a casar.
En España no se les permitió acceder a oficios civiles (en servicio al rey) hasta la puesta en práctica en 1794 de una Cédula Real de Carlos IV, en la que se pasaba a reconocer a los niños expósitos de ambos sexos como legítimos bajo todos los efectos, prohibiendo que se los tratase con penas de "vergüenza pública, ni la de azotes, ni la de horca" distintas a las que se aplicaría a cualquier otro ciudadano.

## En España
En la historia de las casas de beneficencia en España, quedan diferenciadas y en ocasiones asociados varios modelos de hospicios, Casas de socorro e inclusas. Unos prototipos históricos fueron el Hospital de la Inclusa de Madrid, y la Casa Provincial de Maternidad y Expósitos de Barcelona.
El poema de María Rosa de Gálvez publicado en 1804 La beneficencia habla de la situación de los niños abandonados en las inclusas; alabando las obras de beneficencia, en especial de la labor realizada por la asociación benéfica Junta de damas fundada 17 años antes. Cuando esta organización tomó la dirección del Hospital de la Inclusa de Madrid en 1799 la mortalidad infantil del centro estaba en un 87%. Pese a los esfuerzos que se realizaron, como doblar el número de nodrizas, cambiar las camas de paja por colchones de lana, mejorar la higiene y la alimentación e incluso contratar otro médico y un cirujano adicional, la mortalidad del centro siguió aumentando hasta llegar incluso a alcanzar el 100% en el año 1804. No volvió a disminuir hasta que llegaron los avances médicos a finales del siglo XIX.